# Füredi Nikolett
Füredi Nikolett (Budapest, 1978. szeptember 10. –) magyar színésznő és musical énekes.

## Pályája
Gór Nagy Mária színitanodájában végzett. A Magyar Rádió Gyerekkórusának 12 éven át volt a tagja. Kiváló zenei tehetségét korán kamatoztatta:
"A tanodás éveim alatt már turnézni jártam Várkonyi Mátyás által dirigált társulattal Németország és Ausztria területén. Így csöppentem bele a musicalek világába és játszhattam el életem első és egyben egyik legmeghatározóbb szerepét, az Evitát. Ekkor mindössze 19 éves voltam." 
Később Franciaországban, Svájcban és Japánban lépett fel. Nyugat-Európában német nyelven játszott a Dorian Gray, az Evita és a Die Nacht der Musicals című darabokban. A Budapesti Operettszínház vendégművésze. Énekel a TV2 Popdaráló című műsorában.
2013-ban a Jégvarázs című Disney filmben Elsa a Hókirálynő énekhangját adta.

## Színpadi szerepek
- 1996-1997 Dorian Gray – csoportos szereplő 19/Ausztria, Németország/
- 1998-1999 Evita – Eva Peron /Ausztria, Németország/
- 1996 Katonadolog – Hegedűs Jutka /Fiatalok Színháza/
- 1997 Hair – Jeannie /Fiatalok Színháza/
- 2001 Jekyll és Hyde – Emma Carew , Lady Beaconsfield/Musical Színház/ Békéscsaba, Szeged, Nyíregyháza
- 2002 Evita – Evita /Miskolci Nemzeti Színház/
- 2004 A cirkuszhercegnő – Fedora Palinska /Székesfehérvári Vörösmarty Színház és Magyar Nemzeti Cirkusz közös produkciója/
- 2006 3 Testőr – Constance /Kongresszusi Központ/
- 2006 Viktória – Viktória /Székesfehérvári Vörösmarty Színház/
- 2006 Mozart! – Waldstätten bárónő /Deutches Theater, Budapesti Operettszínház/
- 2007- Rómeó és Júlia – Capuletné /Budapesti Operettszínház/
- 2007 Elisabeth – Elisabeth /Budapesti Operettszínház/
- 2008 Szentivánéji álom – Titánia /Budapesti Operettszínház/
- 2008 Bál a Savoyban – Madeleine /Székesfehérvári Vörösmarty Színház/
- 2008- Abigél – Zsuzsanna testvér /Budapesti Operettszínház/
- 2010 Zrínyi 1566 – Rosenberg Éva /Szigetvár/
- 2010 Rebecca – Beatrice /Budapesti Operettszínház/
- 2010 Leányvásár – Lucy Harrison /Szolnoki Szigligeti Színház/
- 2011 Csárdáskirálynő – Szilvia /Győri Nemzeti Színház/
- 2011 Mária Evangéliuma – Mária /Győri Nemzeti Színház/
- 2011- Szépség és a Szörnyteg – Belle, Temama, Babette /a Budapesti Operettszínház és a BB Production németországi turnésorozata/
- 2012 Veled Uram – Gizella királyné /Budapesti Operettszínház/
- 2013 Frakk, a macskák réme – Szerénke 2014- Evita – Eva Peron /Soproni Petőfi Színház/
- 2014- Bál a Savoyban – Madeleine /Egri Gárdonyi Géza Színház/
- 2016 Mária evangéliuma – Mária (Pannon Várszínház)
- 2016 Lili bárónő – Lili (Gárdonyi Géza Színház)
- 2017 Singsingsing MÁZS-KÉPP (Móricz Zsigmond Színház)
- 2017 Csárdáskirálynő – Vereczky Szilvia (Gárdonyi Géza Színház)
- 2017- Aida – Amneris (Soproni Petőfi Színház) 2018 SingSingSing Masters Musical Show
- 2019- A Pendragon-legenda – Eileen St. Claire (Budapesti Operettszínház)
- 2020- La Mancha lovagja – Antónia (Budapesti Operettszínház)
- 2021- Hegedűs a háztetőn – Fruma Sára (Budapesti Operettszínház)
- 2021- Nine – Claudia Nardi – Guido múzsája (Budapesti Operettszínház)
- 2022- Veszedelmes viszonyok – Volangesné (Budapesti Operettszínház)
- 2022- Jekyll és Hyde – Lucy Harris  (Budapesti Operettszínház)
- 2022- Mozart! – Waldstätten bárónő (Veszprémi Petőfi Színház)

## Tv
- 2008 Popdaráló
- 2012 Barátok közt – Sarudi Lilla

## Film
- Musical slágerek (49 perc) Katonadolog (magyar musical, 164 perc) Broadway Szilveszter közreműködő (150 perc)

## Mozi
- 2013 Jégvarázs – Elsa énekhangja[2]
- 2019 Jégvarázs 2. – Elsa énekhangja

## Díjai
- Honthy-díj (2023)[3]